# Sông Padma

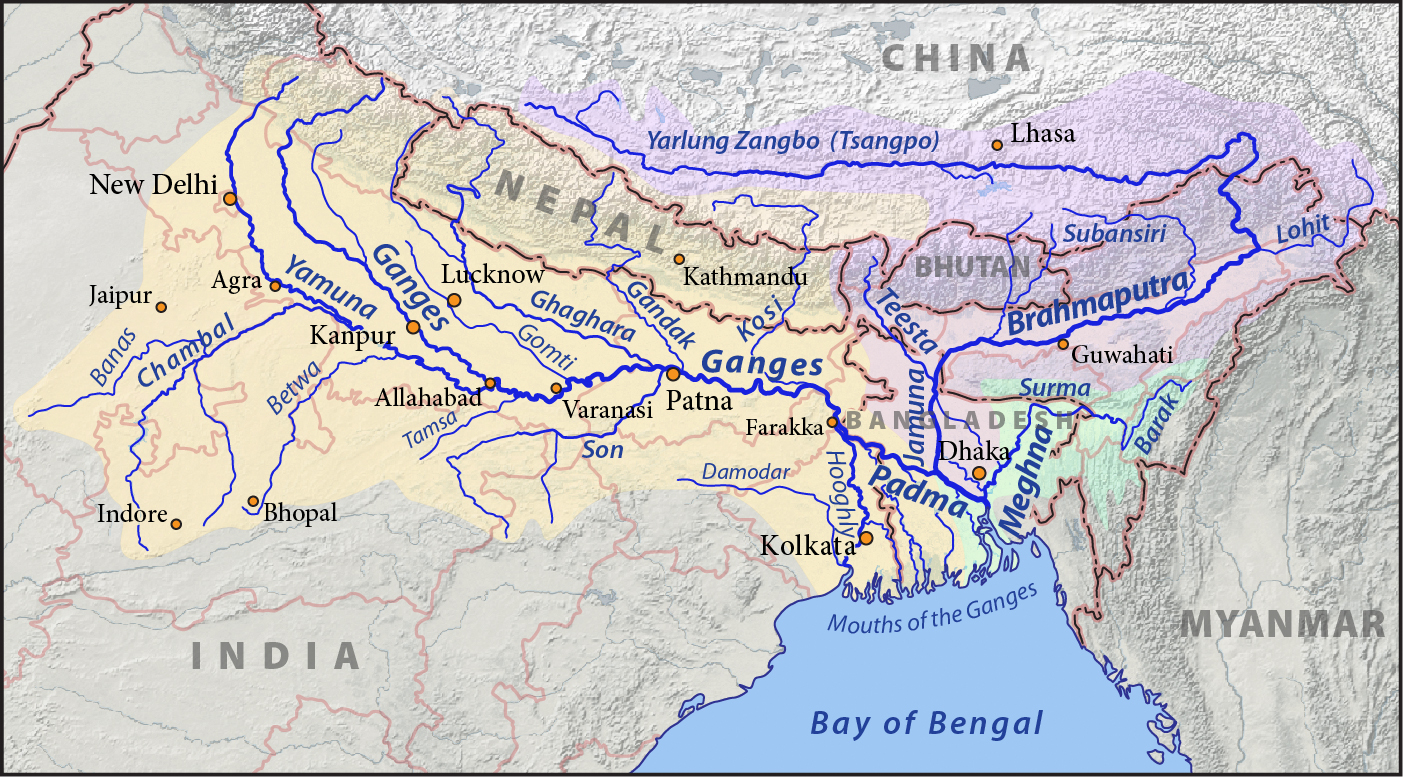
Bản đồ hiển thị các con sông lớn chảy vào vịnh Bengal, bao gồm cả Padma.

Sông Padma (tiếng Bengal: পদ্মা Pôdda) là một con sông lớn ở Bangladesh. Đây là phân lưu chính của sông Hằng, chảy nói chung theo hướng đông nam 120 km (75 dặm) đến chỗ hợp lưu với sông Meghna gần Vịnh Bengal. Thành phố Rajshahi nằm bên bờ sông.

## Lịch sử

### Từ nguyên
Padma, tiếng Phạn cho hoa sen, được đề cập trong thần thoại Hindu như là một tên của Nữ thần Lakshmi.
Tên Padma được đặt cho phần dưới của đoạn sông Hằng dưới điểm nhập vào của sông Bhagirathi (Ấn Độ), hoặc một phân lưu khác của sông Hằng là sông Hooghly. Padma đã, có lẽ, chảy qua một số kênh ở những thời điểm khác nhau. Một số tác giả cho rằng mỗi phân lưu của sông Hằng ở vùng châu thổ của nó là một phần còn lại của một kênh chính cũ, và bắt đầu từ phía tây nhất, Bhagirathi (ở Tây Bengal, Ấn Độ), mỗi phân lưu ở phía đông đánh dấu một vị trí của kênh mới hơn kênh ở phía tây của nó.

## Địa lý

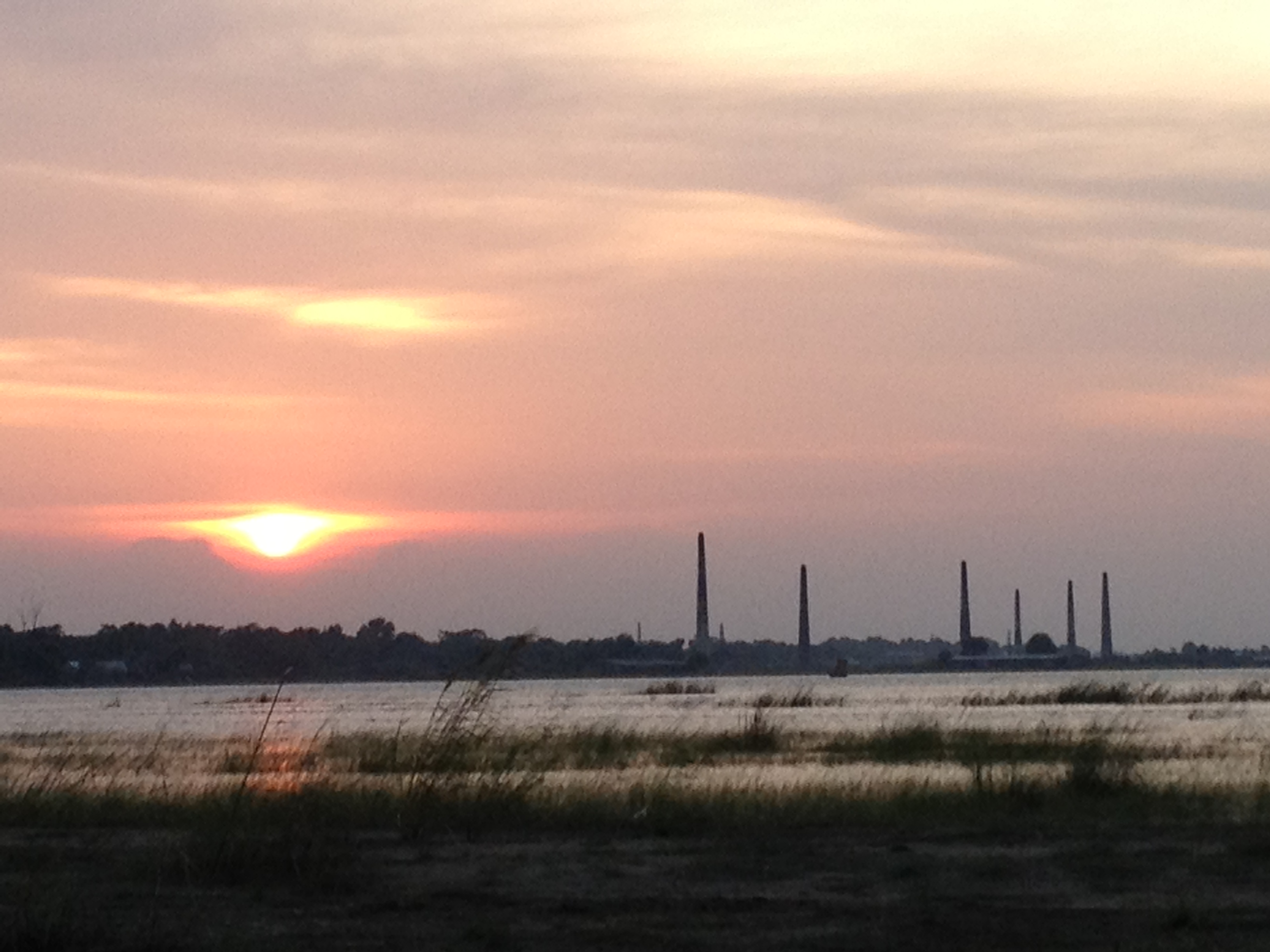
Mặt trời lặn ở sông Padma

Padma nhập vào Bangladesh từ Ấn Độ gần huyện Nawabganj và nhập với Jamuna (Bengal: যমুনা Jomuna) gần Aricha và vẫn giữ tên của nó, nhưng cuối cùng nhập vào sông Meghna (Bengali: মেঘনা) gần Chandpur trước khi chảy vào Vịnh Bengal.
Rajshahi, một thành phố lớn ở phía Tây Bangladesh, nằm ở bờ phía bắc của Padma.
Sông Hằng bắt nguồn từ sông băng Gangotri của dãy Himalaya, và chảy qua Ấn Độ và Bangladesh tới vịnh Bengal. Sông Hằng chảy vào Bangladesh ở Shibganj thuộc huyện Chapai Nababganj. Phía Tây Shibganj, sông Hằng chia làm hai phân lưu, Bhagirathi và sông Padma. Sông Bhagirathi, chảy về phía nam, còn được gọi là sông Ganga và được người Anh đặt tên là sông Hooghly.
Xuống phía hạ lưu, ở Goalando, 2.200 km (1.400 dặm) từ nguồn, Padma được kết hợp bởi Jamuna (Hạ Brahmaputra) và lấy tên Padma chảy xa hơn về phía đông, đến Chandpur. Ở đây, con sông rộng nhất ở Bangladesh, Meghna gia nhập Padma, tiếp tục là Meghna chảy gần như theo đường thẳng về phía nam, kết thúc ở vịnh Bengal.